# Apis (constel·lació)
Apis (l'Abella) va ser el nom originari de l'actual constel·lació de la Mosca creada per Johann Bayer en 1.603 prop de la Creu del Sud.
 En 1752, Nicolas Louis de Lacaille li canviaria el nom a Musca Australis com a contrapartida de la també desapareguda constel·lació de Musca Borealis (constel·lació que també ha estat coneguda com a Apes o Vespa) que existia en l'hemisferi nord celeste. En l'actualitat el seu nom és simplement Mosca.